# David Hungate
David Hungate (n. 5 de agosto de 1948) es un bajista, productor y arreglista de la banda oriunda de Los Ángeles Toto entre los años 1977 y 1982. Conjuntamento con los demás miembros de la banda Toto, Hungate participó en varias álbumes que tuvieron gran suceso en la década de 1970 con otros grupos, incluyendo Silk Degrees de Boz Scaggs y From the Inside de Alice Cooper.
Hungate participó en los primeros cuatro trabajos de Toto, lo que incluyó ganar varios premios Grammy  por el álbum Toto IV. Dejó la banda poco tiempo después del lanzamiento de dicha producción para hacer su carrera musical en Nashville. Hungate, que tocaba diversos instrumentos como guitarra, batería, trompeta, trombón y piano se dedicó a los arreglos, producción y grabación para diversos artistas de música country tal como Chet Atkins. En 1998 Hungate se unió nuevamente a sus excompañeros de Toto para una serie de presentaciones en vivo en Europa  para promocionar el trabajo Toto XX: 1977-1997. En 1990 lanzó un álbum en solitario titulado "Souvenir" (con CBS). Jeff Porcaro, también miembro de Toto, tocaba la batería en algunas de las canciones de dicha producción.
Hungate acudió a la Escuela de Música de la Universidad del Norte de Texas, donde tocaba el bajo en la One O'Clock Lab Band cuando se presentaron en el Festival de Jazz de Montreaux de 1970. Hungate es el hijo del Congresista de los Estados Unidos (previamente Juez de Distrito federal) William L. Hungate.
En el 2012, Hungate con 64 años, aun vive en Nashville y se encuentra áctivo en la producción de álbumes de studio y giras ocasionales con actores como Vince Gill.